# Suzuki Equator
Der Suzuki Equator ist ein Pick-up, der auf dem Nissan Frontier basiert und von Nissan gefertigt wurde.
Das Modell wurde erstmals 2008 auf der Chicago Auto Show vorgestellt und ab dem Modelljahr 2009 in den USA verkauft.

## Übersicht
Der Equator wurde mit Einzel- oder Doppelkabine angeboten, wobei Erstere vier, Letztere fünf Sitzplätze bot. In Kanada wurde das Modell nur mit Doppelkabine und einer Ausstattungsvariante angeboten.
Angetrieben wurden die Basismodelle mit Einzelkabine von einem Reihen-Vierzylinder-Motor. Optional war für diese ein V6 erhältlich, der auch in allen Modellen mit Doppelkabine verbaut war. Beide Motoren stammten von Nissan.
Der Einstiegsmotor mit 2,5 Litern Hubraum leistete 112 kW bei 5200/min und 171 Nm bei 4400/min. Die Kraft wurde von einem 5-Gang-Schaltgetriebe oder einer 5-Stufen-Automatik auf die Hinterräder übertragen.
Der Sechszylindermotor mit 4,0 Litern Hubraum stellte 192 kW bei 5600/min und 281 Nm bei 4000/min zur Verfügung. Er war stets mit Allradantrieb und einer 5-Stufen-Automatik gekoppelt.
Mit dem Rückzug Suzukis aus dem nordamerikanischen Markt wurde 2012 auch die Produktion des Equator eingestellt.

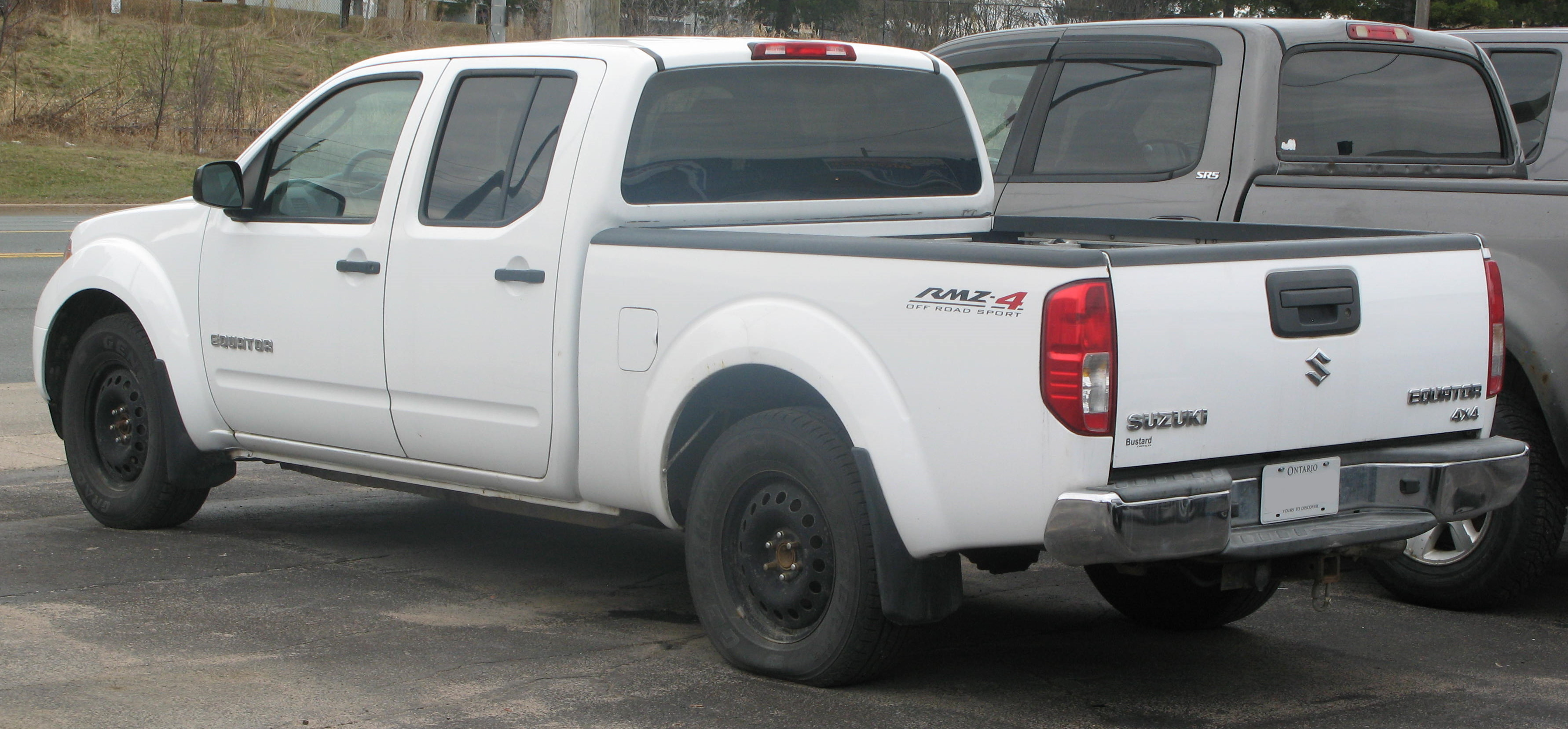
Heckansicht Crew Cab